# Daniel von Schweden

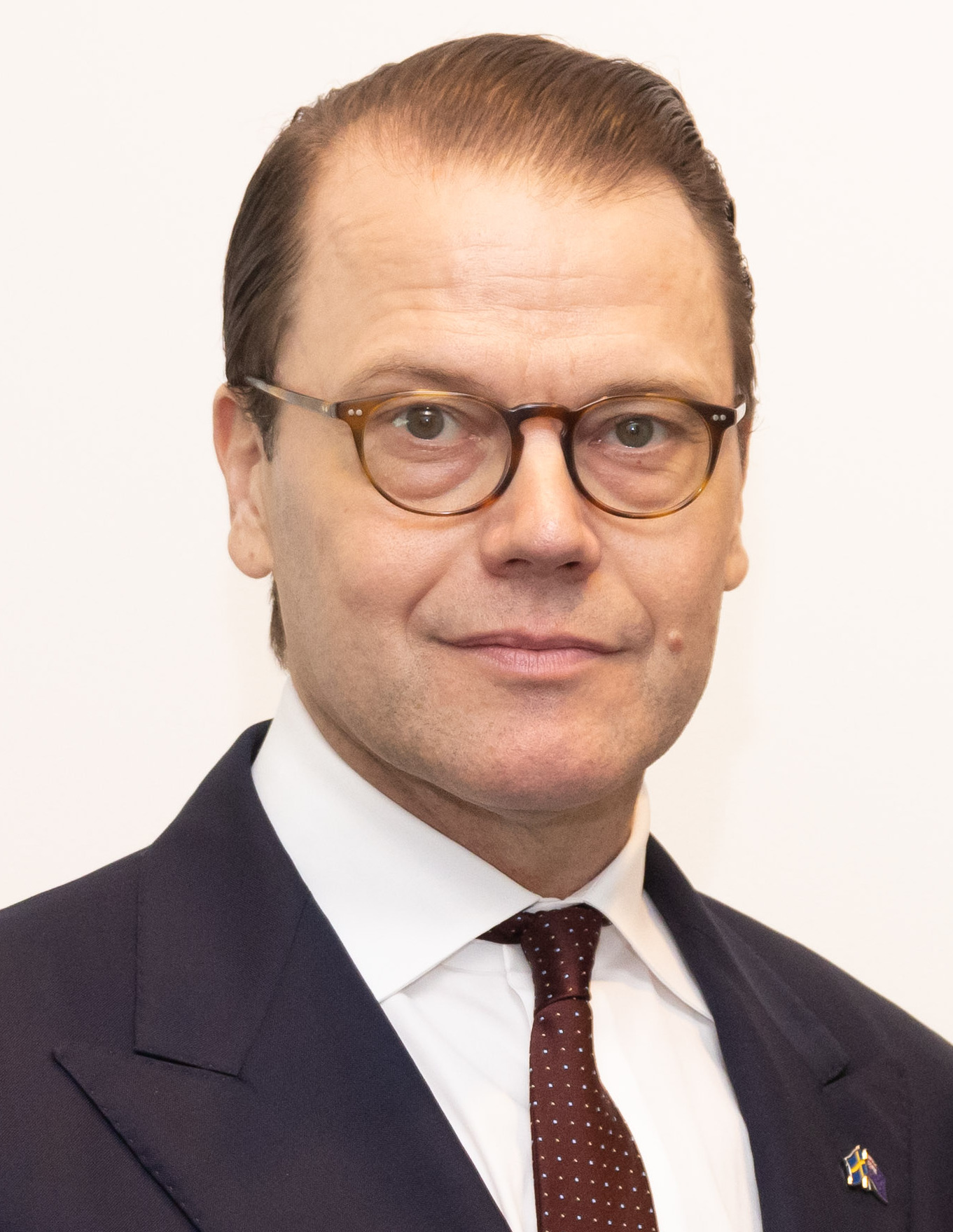
Daniel von Schweden 2023

Olof Daniel Westling Bernadotte, Prinz von Schweden, Herzog von Västergötland (* 15. September 1973 in Örebro als Olof Daniel Westling), ist der Ehemann von Kronprinzessin Victoria von Schweden und ehemaliger Unternehmer.

## Kindheit und Ausbildung
Daniel Westling wurde 1973 im Örebroer Stadtteil Almby als Sohn des Beamten Olle Gunnar Westling, Leiter der kommunalen Sozialbehörde, und dessen Ehefrau Ewa Kristina, einer Postangestellten, geboren. Westling wurde 1973 in Almby getauft. Er wuchs mit seiner älteren Schwester Anna in der 6000-Seelen-Gemeinde Ockelbo, in der schwedischen Provinz Gävleborgs län, auf.
Westling besuchte das Gymnasium in Sandviken, wo sich der sonst eher durchschnittliche Schüler im Sport hervortat und Basketball, Motocross, Fußball und Eishockey zu seinen Hobbys zählten. In den Schulferien und nach dem Abitur arbeitete Westling in einem Altenheim.
Nach dem Abitur 1991 absolvierte Westling, der die Aufnahmeprüfung für die Universität nicht bestand, seinen Militärdienst im Hälsinge-Regiment in Gävle. Nach dem Militärdienst arbeitete er ein Jahr lang in einem Heim für behinderte Kinder. 1994 ließ sich Westling in Stockholm nieder und besuchte bis 1996 die Gymnastik- und Sportvolkshochschule Lillsveds, wo er sich zum Freizeitpädagogen und Fitnessberater ausbilden ließ. Später arbeitete er als Fitnesstrainer im exklusiven Fitnessstudio Master Training in der Regeringsgatan, dessen Teilhaber er 1999 wurde. 2006 gründete er das Fitnessunternehmen Balance, das etwa 100 Angestellte beschäftigt und circa 5000 Mitglieder hat.
Seit seiner Geburt leidet Westling an einer Krankheit, die seine Nierenfunktion beeinträchtigt. Daher wurde ihm im Mai 2009 eine Niere seines Vaters transplantiert.
Westling interessiert sich insbesondere für Golf und den Skisport.

## Beziehung zu Kronprinzessin Victoria

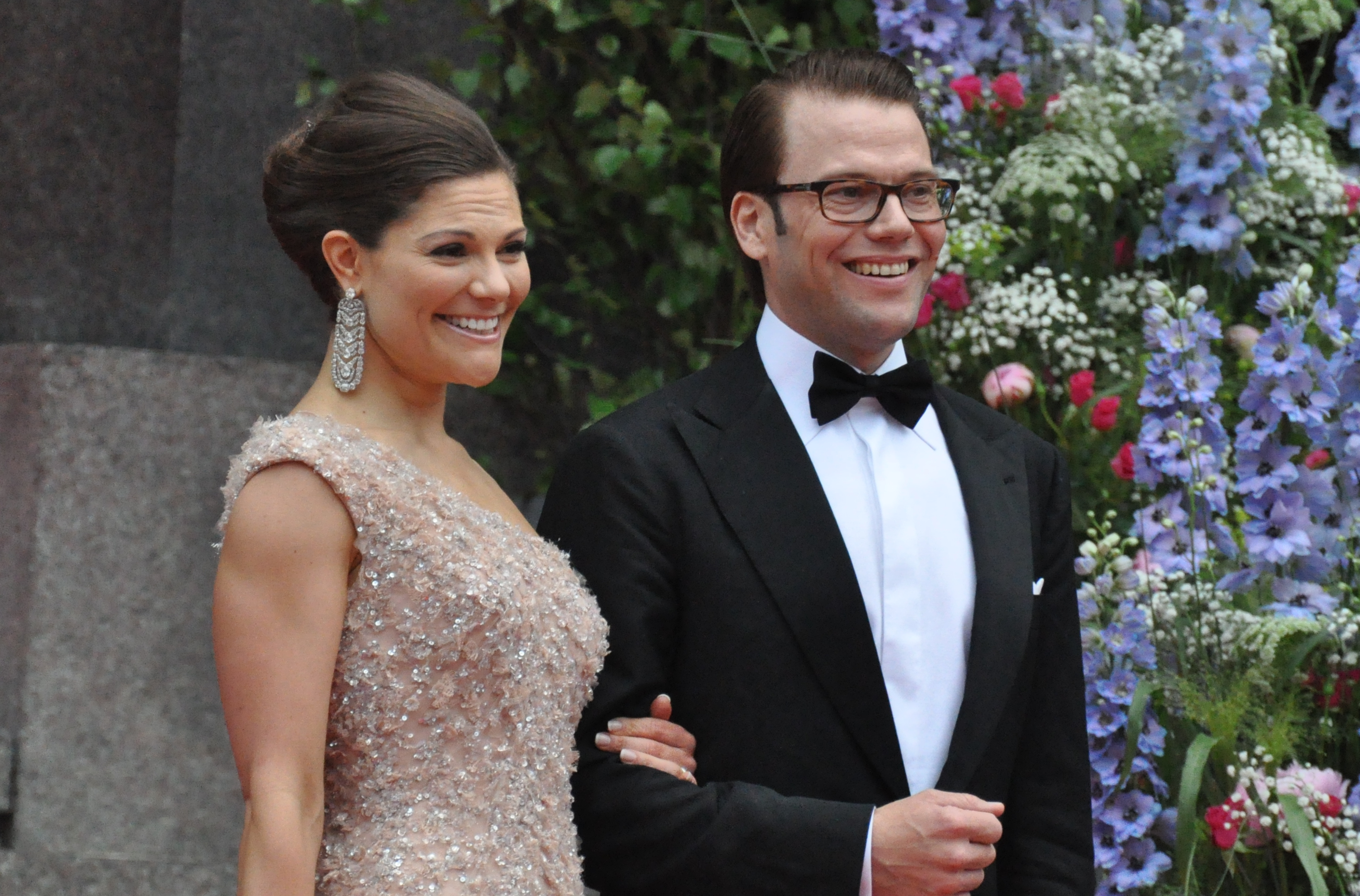
Hochzeit von Victoria, Kronprinzessin von Schweden, und Daniel Westling: Ankunft zur Festvorstellung des Reichstages im Konserthuset am 18. Juni 2010

In seinem Sportclub lernte Westling 2001 die vier Jahre jüngere schwedische Kronprinzessin Victoria kennen, deren persönlicher Trainer er wurde. Der Fitnesstrainer und die Prinzessin trafen sich häufig im Studio, später auch privat. Etwa ein Jahr lang gelang es dem Paar, die Beziehung geheim zu halten, ehe am 30. Mai 2002 die schwedische Boulevardzeitung Expressen die Liaison öffentlich machte. Im folgenden Jahr sah man Westling und Victoria bei einem ersten öffentlichen, gemeinsamen Auftritt bei der Hochzeit eines Freundes. Trotz des großen Medieninteresses, das der bürgerliche Lebensgefährte der künftigen Königin von Schweden erfuhr, und der kritischen Berichterstattung blieb die Beziehung bestehen. Er wurde seither als künftiger Prinzgemahl gehandelt. Westling, aufgrund seiner Herkunft aus der Provinz und seines Berufs von der schwedischen Presse als „ungebildet“ und als „nicht standesgemäß“ pauschalisiert, ließ sich von einer PR-Agentur beraten und änderte sein Auftreten in der Öffentlichkeit. Er musste laut schwedischen Medienberichten zahlreiche Weiterbildungen um der königlichen Repräsentanz willen durchlaufen und lernte intensiv Englisch. Auch stieg Westling vom Teilhaber seiner Firma zu deren Vorstandsvorsitzendem auf und führte drei Fitnesscenter in der Stockholmer Innenstadt. Er zog sich im Vorfeld der Verlobung aus Geschäftsführung und Aufsichtsrat zurück, da dies für ein Mitglied des Königshauses als nicht angemessen angesehen wurde. Jedoch hält er weiterhin Anteile an dem Unternehmen.
Das Paar, das unter anderem eine gemeinsame Leidenschaft für das Skifahren verbindet, lebte abwechselnd in Victorias Wohnung in einem Seitenflügel von Schloss Drottningholm und in Westlings Wohnung im Zentrum Stockholms. Die beiden wurden regelmäßig bei privaten Anlässen zusammen gesehen, offizielle Auftritte am königlichen Hof durfte der titellose Westling aufgrund der fehlenden Verlobung nicht absolvieren.
In Schweden wurde in regelmäßiger Folge über eine Hochzeit des Paares spekuliert, so zum Beispiel im Oktober 2007, als die Presseabteilung des schwedischen Außenministeriums in einem Haushaltsentwurf für das Jahr 2008 mögliche Mehrausgaben unter dem Punkt „Vorbereitungen einer königlichen Hochzeit“ angeführt hatte. Sprecher des schwedischen Königspalastes und des Außenministeriums dementierten daraufhin mögliche Heiratspläne des Paares. Im Dezember 2007 nährte die Kronprinzessin selbst Gerüchte um eine mögliche Hochzeit im Jahr 2008.
Im Mai 2008 begleitete Westling die Kronprinzessin erstmals auf eine Feierlichkeit eines anderen Königshauses und sie erschienen gemeinsam auf der Geburtstagsfeier von Kronprinz Frederik von Dänemark.

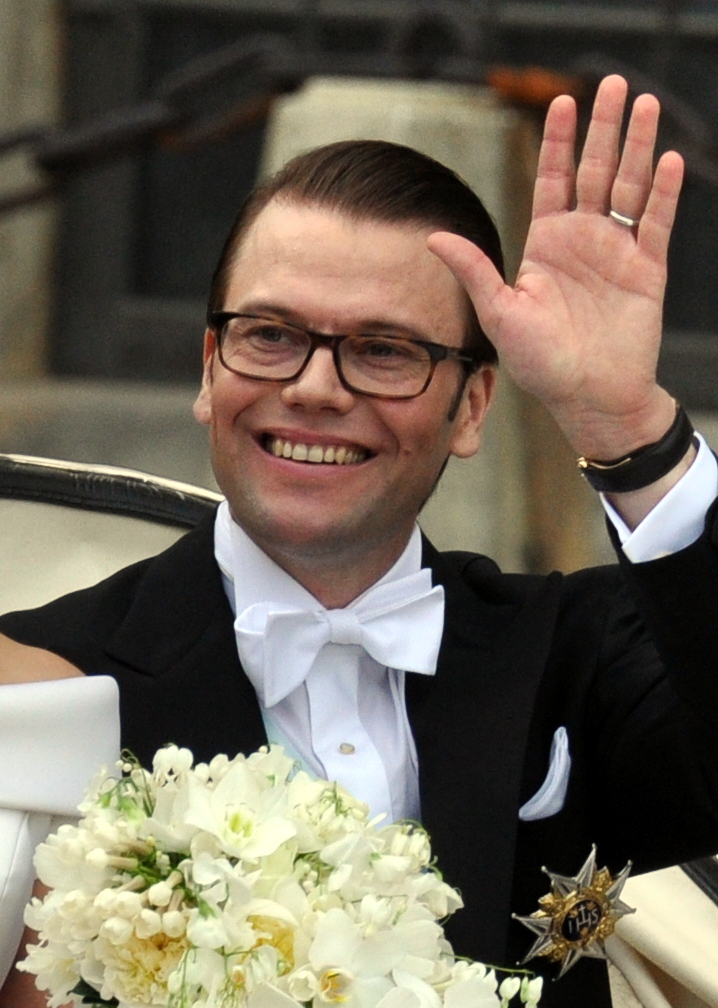
Prinz Daniel nach der Trauung am 19. Juni 2010

### Verlobung und Heirat
Die Verlobung mit Kronprinzessin Victoria wurde am 24. Februar 2009 bekannt gegeben. Seit der Hochzeit am 19. Juni 2010 wird Westling Seine königliche Hoheit Prinz Daniel Herzog von Västergötland genannt. Damit wurde erstmals in der jüngeren Geschichte der schwedischen Monarchie ein Bürgerlicher Ehegatte des Thronfolgers. Außerdem ist es das erste Mal, dass ein gebürtiger Schwede in die Hauptlinie des Hauses Bernadotte einheiratet. Im Rahmen der Hochzeitsfeier mit Kronprinzessin Victoria wurde Daniel auch der Königliche Seraphinenorden verliehen. Seit ihrer Hochzeit 2010 leben die beiden auf Schloss Haga in Solna.

### Kinder
Seine am 23. Februar 2012 geborene Tochter Estelle Silvia Ewa Mary, Herzogin von Östergötland, steht hinter ihrer Mutter Victoria von Schweden auf Platz zwei der schwedischen Thronfolge. Am 2. März 2016 wurde sein zweites Kind, ein Sohn mit dem Namen Oscar Carl Olof, geboren, der den dritten Platz in der Thronfolge einnimmt.

## Titel, Wappen, Orden und Ehrungen

### Titel
- Daniel Westling (15. September 1973 – 19. Juni 2010)
- Seine königliche Hoheit Daniel, Prinz von Schweden, Herzog von Västergötland (seit der Hochzeit am 19. Juni 2010)

(schwedisch: Hans Kunglig Höghet Daniel, Prins av Sverige, Hertig av Västergötland)

### Wappen

Prinz Daniels Wappen

Das Wappen ist durch ein goldenes schmales Tatzenkreuz geviert und trägt einen Herzschild, der schräglinks durch Tannenschnitt von Gold und Blau geteilt ist und im blauen Feld einen schräglinken goldenen Hammer zeigt (Tannenschnitt und Hammer sind dem Wappen von Daniels Heimatgemeinde Ockelbo, gelegen in einem Gebiet mit traditioneller Forstwirtschaft und Eisenverarbeitung, entlehnt).
Im ersten und vierten Feld in Blau drei (2:1) gestellte goldene Kronen (für das kleine Reichswappen Schwedens). Im zweiten Feld liegt in Blau auf drei silbernen schräglinken Wellenbalken ein goldener rotgezungter und -bewehrter goldgekrönter Löwe auf (Folkunger-Wappen). Im dritten schräglinks geteiltem Feld in Schwarz und Gold ein Löwe wie im zweiten nur ungekrönt, mit verwechselten Farben, oberhalb der Teilungslinie begleitet von je einem silbernen Stern (Wappen von Västergötland).
Auf dem Schild ruht eine goldene fünfzackige Prinzenkrone, wie sie auch Carl Philip und Madeleine in ihren Wappen führen, mit Spitzenperlen und blauer Mütze mit Goldkronen. Zwischen den Spitzen je eine schwarze senkrecht gestellte Wasagarbe.
Das eigentliche Wappen wird von der Collane des Königlichen Seraphinenordens umschlossen und entspricht, bis auf die Krone, die Schildform (in seinem Fall die für Herren) und den Herzschild, dem seiner Ehefrau.

### Orden und Ehrungen
| Jahr | Staat    | Orden/Ehrenzeichen                              |
| ---- | -------- | ----------------------------------------------- |
| 2010 | Schweden | Königlicher Seraphinenorden                     |
| 2011 | Estland  | Orden des Marienland-Kreuzes I. Klasse          |
| 2012 | Finnland | Großkreuz des Finnischen Ordens der Weißen Rose |

## Trivia
Über gemeinsame Abstammung von dem schwedisch-finnischen Adelsgeschlecht Svinhufvud ist Daniel von Schweden mit Pehr Evind Svinhufvud verwandt, der von 1931 bis 1937 Präsident der Republik Finnland war.
Der 15. September 1973 ist nicht nur der Tag, an dem Daniel geboren wurde, sondern gleichzeitig auch der Tag der Inthronisierung seines Schwiegervaters Carl XVI. Gustafs.